# Youkie Foday
Youkie Foday est une femme politique Sierra-Léonaise membre du Parti du peuple de Sierra Leone. Elle est une parlementaire élue en 2007 au Parlement de Sierra Leone pour représenter la province de Bo.